# 164

164(백육십사)는 163보다 크고 165보다 작은 자연수다.

## 수학
- 합성수로, 그 약수는 1, 2, 4, 41, 82, 164다. 진약수의 합은 130이므로, 164는 부족수다.
- {\displaystyle 164=8^{2}+10^{2}}
  - 연속하는 두 짝수의 제곱합으로 나타낼 수 있으며, 이 성질을 지닌 앞의 수는 100, 다음 수는 244다.
- {\displaystyle 164=3^{2}+5^{2}+7^{2}+9^{2}}
  - 연속하는 네 홀수의 제곱합으로 나타낼 수 있으며, 이 성질을 지닌 앞의 수는 84, 다음 수는 276이다.
- {\displaystyle 164=2^{7}+6^{2}}
- {\displaystyle 3^{8}-1}은 164로 나누어떨어진다.

## 과학
- NGC 164: 물고기자리 방향에 있는 나선은하.

## 교통
- 일본 164번 국도: 미에현 욧카이치시 욧카이치 항에서 스와 신사 앞 교차로까지 이어지는 일본의 국도.
- 현도 제164호선

## 군사
- U-164: 독일의 군용 잠수함. 제1차 세계 대전에 사용된 1918년제 모델(영어판)과 1941년제 모델(영어판, 독일어판)이 있다.

## 문화유산
- 대한민국의 국보 제164호: 무령왕비 베개
- 대한민국의 보물 제164호: 춘천 청평사 회전문
- 대한민국의 사적 제164호: 진주 평거동 고분군

## 방송
- 스카이라이프의 KTV 국민방송 채널 번호.[a]
- 지니 TV의 MBCNET 채널 번호.
- B tv의 미국 경제 방송인 블룸버그 TV 채널 번호.
- U+ TV의 매일경제TV 채널 번호.

## 기타
- 연도: 164년, 기원전 164년